# Gmina związkowa Saale-Wipper
Gmina związkowa Saale-Wipper (niem. Verbandsgemeinde Saale-Wipper) – gmina związkowa w Niemczech, w kraju związkowym Saksonia-Anhalt, w powiecie Salzland. Siedziba gminy związkowej znajduje się w mieście Güsten. Utworzona została 1 stycznia 2010.
Gmina związkowa zrzesza pięć gmin, w tym dwa miasta oraz trzy gminy wiejskie: 
- Alsleben (Saale)
- Giersleben
- Güsten
- Ilberstedt
- Plötzkau